# Frithiof Hellberg
Johan Frithiof Hellberg, född 5 augusti 1855 i Danmarks församling i Uppland, död  3 december 1906 i Adolf Fredriks församling i Stockholm, var en svensk tidningsman och grundare av veckotidningen Idun.
Efter att från 1877 ha bedrivit studier någon tid vid Uppsala universitet ägnade sig Hellberg åt journalistiken, och tillhörde bland annat redaktionerna för Vårt Land och Svenska Dagbladet. År 1887 grundade han veckotidningen Idun och ägnade sig därefter främst åt denna samt åt olika därtill knutna systerpublikationer som Iduns Modetidning och tidningen Kamraten. Tidningarna trycktes på Iduns tryckeri. Vid sin död betecknades Hellberg av pressgrannen Hvar 8 dag som "en af Publicistklubbens och journalistvärldens mera bemärkta medlemmar".